# Grigna Meridionale
Grigna Meridionale este o arie protejată (arie specială de conservare — SAC, sit de importanță comunitară — SCI) din Italia întinsă pe o suprafață de 2.732 ha, integral pe uscat.

## Localizare
Centrul sitului Grigna Meridionale este situat la coordonatele 45°55′17″N 9°23′31″E / 45.921389°N 9.391944°E.

## Înființare
Situl Grigna Meridionale a fost declarat sit de importanță comunitară în iunie 1995 pentru a proteja 2 specii de plante și 34 de specii de animale. Situl a fost protejat și ca arie specială de conservare în aprilie 2014.

## Biodiversitate
Situată în ecoregiunea alpină, aria protejată conține 13 habitate naturale: Grohotișuri calcaroase și de șisturi calcaroase de la nivelul montan până la nivelul alpin (Thlaspietea rotundifolii), Pante stâncoase calcaroase cu vegetație casmofită, Păduri de Castanea sativa, Fânețe montane, Păduri ilirice de Fagus sylvatica (Aremonio-Fagion), Pajiști alpine și subalpine calcaroase, Tufărișuri cu Pinus mugo și Rhododendron hirsutum (Mugo-Rhododendretum hirsuti), Grohotișuri termofile și vest-mediteraneene, Peșteri inaccesibile publicului, Izvoare petrifiante cu formare de travertin (Cratoneurion), Pajiști uscate seminaturale și facies de acoperire cu tufișuri pe substraturi calcaroase (Festuco-Brometalia) (* situri importante pentru orhidee), Păduri de fag Asperulo-Fagetum, Păduri pe pante, grohotișuri și ravene de Tilio-Acerion.
La baza desemnării sitului se află mai multe specii protejate:
- plante (2): Gladiolus palustris, Mannia triandra
- păsări (27): potârnichea de stâncă (Alectoris graeca saxatilis), fâsă-de-câmp (Anthus campestris), fâsă de pădure (Anthus trivialis), acvilă de munte (Aquila chrysaetos), buha (Bubo bubo), caprimulg (Caprimulgus europaeus), erete vânăt (Circus cyaneus), botgros (Coccothraustes coccothraustes), presură de munte (Emberiza cia), presură bărboasă (Emberiza cirlus), presură galbenă (Emberiza citrinella), presură de grădină (Emberiza hortulana), șoim călător (Falco peregrinus), Hippolais polyglotta, sfrâncioc roșiatic (Lanius collurio), Lyrurus tetrix tetrix, gaia neagră (Milvus migrans), mierlă de piatră (Monticola saxatilis), mierlă albastră (Monticola solitarius), viespar (Pernis apivorus), pitulice de munte (Phylloscopus bonelli), pitulice sfârâitoare (Phylloscopus sibilatrix), Prunella collaris, sitar de pădure (Scolopax rusticola), turturică (Streptopelia turtur), silvie de câmp (Sylvia communis), fluturașul de stâncă (Tichodroma muraria)
- amfibieni (1): Triturus carnifex
- mamifere (3): liliac cu picioare lungi (Myotis capaccinii), liliacul mare cu potcoavă (Rhinolophus ferrumequinum), liliacul mic cu potcoavă (Rhinolophus hipposideros)
- nevertebrate (2): Austropotamobius pallipes, croitorul mare al stejarului (Cerambyx cerdo)
- pești (1): zglăvoacă (Cottus gobio)

Pe lângă speciile protejate, pe teritoriul sitului au mai fost identificate 60 de specii de plante, 2 specii de amfibieni, 11 specii de mamifere, 2 specii de nevertebrate, 6 specii de reptile.